# ابن عبدكة
إبراهيم ابن عَبْدَكَة (؟ - 5 سبتمبر 1954) متمرّد عراقي ومن أبرز الشخصيات المتمرّدة خلال الحقبة التي امتدت من أواخر الحكم العثماني إلى السنوات الأولى من قيام الدولة العراقية. تراوحت وجهات النظر بشأنه بين اعتباره ثائرًا شعبيًا ووصفه «شقياً» خارج القانون، ولقّب أحيانًا بـ«روبن هود العراق» وفقًا لبعض المصادر.  فشلت الحكومة العثمانية في القبض عليه، فوضعت مكافأة مالية لمن يقدر على الإمساك به حيًا أو ميتًا. ورغم قيادته لعصابة متمرّدة وارتكابه العديد من جرائم القتل، انتشرت بين الناس روايات بأنه لم يعتدِ على ضعيف ولا على رجل صالح ولا على امرأة.  وكانت له خلال ثورة العشرين مواقف بارزة ضد الانتداب البريطاني في لواء ديالى. وعندما اندلعت الثورة وأخلى البريطانيون مدينة بعقوبة، دخلها ابن عبدكة ونصّب نفسه مديرًا للأمن فيها. في يونيو/حزيران 1921، أُلقي القبض عليه وأُحيل إلى المحكمة الكبرى في بغداد بتهمة قتل موظف رسمي أثناء أداء عمله، وصدر بحقه حكم بالإعدام شنقًا، قبل أن يُستبدل الحكم في عام 1923 بالسجن لمدة خمسة عشر عامًا بقرار من الملك فيصل الأول. أُفرج عنه في عام 1936، وعُيّن لاحقًا مراقبًا للآثار في بابل، حيث أقام حتى اغتياله في 5 سبتمبر/أيلول 1954 في مدينة الحلة، على يد سهيل ابن نجم العزاوي، في حادث ارتبط بنزاع عشائري قديم. 

## سيرته
اسمه إبراهيم ابن عبدكة، وهو من أصل كردي من قرية ذيابة قرب شهربان (ناحية أبي صيدا، قضاء المقدادية في محافظة ديالى حالياً). أصبح محترفًا في أعمال «الشفاوة» خلال العهد العثماني بعد أن قتل رجلاً في منطقة باب الشيخ ببغداد انتقامًا لمقتل أخيه. ولجأ بعد ذلك إلى بساتين ديالى وأعلن تمرده على الحكومة، وجمع حوله مجموعة من الخارجين عن القانون، فصار يقطع الطرق ويواجه رجال الدرك العثماني، حتى أصبح اسمه مضربًا للأمثال بين الناس. فشلت الحكومة العثمانية في القبض عليه، فوضعت مكافأة مالية لمن يستطيع الإمساك به حيًا أو ميتًا. وكان معروفًا عنه شجاعته ومروءته، إذ لم يكن يعتدي على الضعفاء والفقراء والنساء، وهو ما دفع الناس للإعجاب به ومساعدته على الهروب من ملاحقة الحكومة.
واصل ابن عبدكة تمرده على السلطات خلال فترة الانتداب البريطاني في العراق، ولم تتمكن القوات من القبض عليه. وقُتل ابن عبدكة من جنود الدرك في عهد الانتداب أكثر مما قُتل في عهد العثمانيين.  وعندما اندلعت الثورة في ديالى ضد القوات البريطانية، شارك فيها وكان أول من اقتحم مدينة بعقوبة قبل أن تقتحمها عشيرة الكرخية.  ونصب نفسه مديرًا للأمن فيها، وتصدّى للجواسيس، حيث قتل بعضهم وأحرق منازلهم، مما أثار استياء البريطانيين تجاهه. 
بعداً انتقل إلى مدينة شهربان، التي وصلها في 14 أغسطس (آب) 1920 أثناء هجوم الثوار على القشلة، فانضم إليهم في القتال. ثم اتخذ من قرية خرنابات مقرًا له، وحظي بدعم أهلها والتفافهم حوله. وعندما زار محمد حسن الصدر، أحد قادة ثورة العشرين، تلك المنطقة، التحق بابن عبدكة مع رجاله ورافقه في بعض جولاته.  بعد أن استعاد البريطانيون السيطرة على بعقوبة ودلتاوة وشهربان، بقي فيها يقاومهم. وفي 28 سبتمبر (أيلول) 1920 أرسلوا قوة عسكرية إلى القرية فقصفوها بالقنابل، ما أدى إلى مقتل 36 شخصًا واعتقال 350 رجلًا من سكانها، بينما تمكن ابن عبدكة من الفرار وظل يتنقل متخفيًا من مكان إلى آخر.  ولجأ أخيرًا إلى أحد شيوخ المحاويل كان يعرفه مسبقًا، فآواه الشيخ لبضعة أشهر. وظل ابن عبدكة تحت حماية الشيخ في حالة تنكر لا يعرفه سوى الشيخ نفسه، وأطلق على نفسه خلال تلك الفترة اسم «عبد». وفي الوقت الذي كانت الحكومة تبحث عنه للقبض عليه، كان هناك أشخاص آخرون يبحثون عنه أيضًا، وهم أقرباء أولئك الذين قتلهم ابن عبدكة للثأر منهم. وبلغ مجموع الأشخاص الذين قتلهم ابن عبدكة خلال حياته 42 رجلاً، كما اعترف هو نفسه بذلك.
عثرت الشرطة العراقية على ابن عبدكة في يونيو (حزيران) 1921، وفي 14 من الشهر نفسه ألقي القبض عليه وهو طريح الفراش بسبب الحمى. فوجئ ابن عبدكة بثمانية من رجال الشرطة يحيطون به مسدساتهم مسلّحة، فاضطر إلى الاستسلام، فنُقل مخفورًا إلى بغداد. وفي 23 يوليو (تموز) 1921 مثل أمام محكمة عسكرية برئاسة ضابط بريطاني، وصدر في 21 نوفمبر (تشرين الثاني) حكم بالإعدام شنقًا بتهمة قتل نجم بن زهو العزاوي أثناء تأدية عمله، بالإضافة إلى تورّطه في قيادة جماعة مسلّحة. 
استأنف ابن عبدكة الحكم أمام محكمة التمييز، التي تبين لها أن القتيل لم يكن موظفًا رسميًا، بل أحد الأهالي المأجورين الذين أوكلت إليهم السلطات البريطانية مهمة التجسس على الناس لحساب الاستخبارات، وأن القانون لا يفرض عقوبة تتجاوز السجن خمس عشرة سنة في مثل هذه الحالات. تباينت آراء قضاة محكمة التمييز بشأن القضية، إذ أيّد الرئيس وعضوان آخران حكم الإعدام، بينما عارضه كل من سليمان فيضي ورشيد عالي الكيلاني. وقد تأجلت الجلسة عدة مرات وسط توصيات متكررة من المندوب السامي البريطاني، السر بيرسي كوكس، بالمصادقة على الحكم، لكن القضاة لم يستجيبوا لها.
لفتت المحاكمة اهتمام الرأي العام، حيث غصّت قاعة المحكمة وساحتها بآلاف الحاضرين. وفي النهاية صدر القرار بتأييد حكم الإعدام بأغلبية الأصوات، فيما سجّل المعارضون اعتراضهم الواضح في نص الحكم. وبعد نحو عامين، وعندما اطّلع الملك فيصل الأول على القضية امتنع عن التصديق على الحكم، وأمر بتخفيف العقوبة إلى السجن لمدة خمس عشرة سنة. قضى ابن عبدكة محكوميته كاملة قبل أن يُطلق سراحه عام 1936. 
وبعد الإفراج عنه عُيّن مراقبًا للآثار في بابل، حيث أمضى بقية حياته، إلى أن اغتيل مساء 5 سبتمبر (أيلول) 1954 على يد سهيل، ابن نجم العزاوي.